# Bauhinia corymbosa
Bauhinia corymbosa är en ärtväxtart som beskrevs av William Roxburgh. Bauhinia corymbosa ingår i släktet Bauhinia och familjen ärtväxter. Inga underarter finns listade i Catalogue of Life.

## Bildgalleri

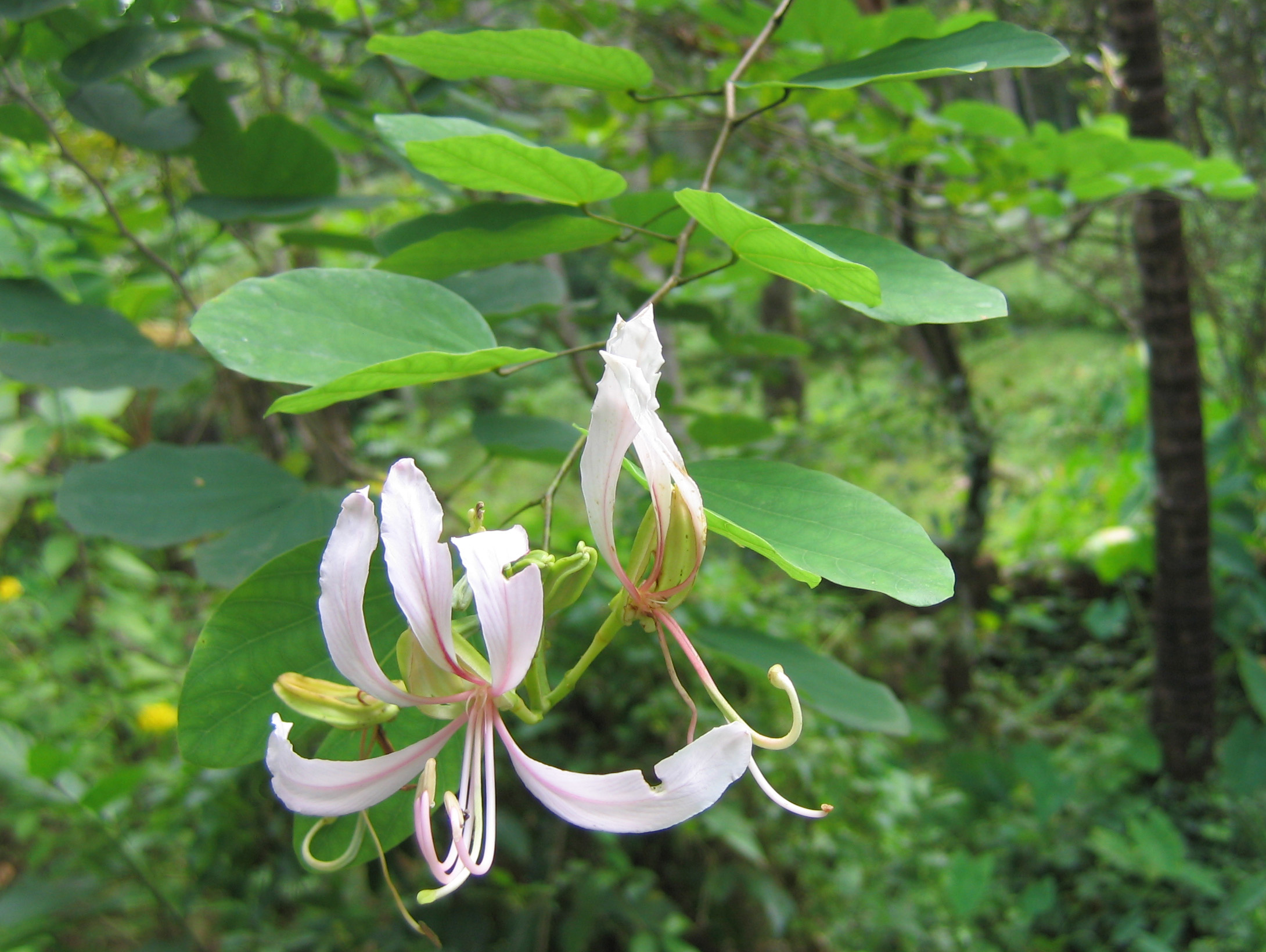